# Fort Masereels
Het Fort Masereels (ook: Fort Koewacht) is een fort in Koewacht. Het is gelegen in de Belgische gemeente Moerbeke.
Dit fort werd gebouwd in 1590 door de Spaansgezinden, om het gebied te beschermen tegen Staatse invallen vanuit het Land van Axel. Het bevond zich op een relatief hooggelegen stuk grond.
Het fort, dat ongeveer 40 soldaten kon herbergen, werd vernoemd naar de eigenaar van de grond, Pieter Masereels.
Hoewel de Staatse troepen in 1645 het Land van Hulst veroverden, bleef het Fort Masereels in Zuidelijke handen.
Om het fort ontwikkelde zich het dorp Koewacht, dat een Belgisch en een Nederlands deel kent. Op de plaats van het fort werd later de Sint-Filippus en Jacobuskerk van Koewacht gebouwd.